# José Vargas Muñoz
José Fernando Vargas Muñoz (Barranquilla, 5 de septiembre de 1976) es un ingeniero, empresario y político colombiano. Se desempeñó como alcalde del municipio de Galapa entre 2020-2023
Se ha desempeñado como funcionario público, donde ha ejercido como concejal de Galapa durante tres años consecutivos, además de haber sido alcalde del mismo municipio en 2016. En el sector privado ha laborado como empresario, donde ha generado más de 300 empleos directos e indirectos.
En 2021 la Policía Nacional de Colombia le otorgó un reconocimiento por su trabajo en materia de seguridad.

## Trayectoria
Vargas Muñoz cursó estudios universitarios en la Universidad de la Costa donde graduó como ingeniero civil. Posteriormente realizó diversos cursos y seminarios enfocados en la educación para el trabajo. Creó la empresa Vamol Ingeniería Ltda, una compañía de obras civiles que trabajaba conjuntamente con empresas constructoras y de producción.
Comenzó su carrera en el sector público en 2004, después de ser elegido como concejal del municipio de Galapa, cargo que ejerció hasta 2007. Durante su trayecto como concejal aprobó varios proyectos, uno de ellos estuvo enfocado en la Zona Franca Internacional del Atlántico; también suscribió acuerdos que beneficiaron directamente al municipio. A mediados de la década de 2010 Vargas Muñoz empezó a involucrarse en la política y se lanzó como candidato a la alcaldía de Galapa en las elecciones regionales de Colombia de 2015 en representación del Partido Cambio Radical, después de haber obtenido el aval de Fuad Char, dirigente político de dicho partido. En las elecciones obtuvo 12 230 votos, el equivalente al 54.69 %, esto le permitió ejercer como mandatario de dicho municipio desde el 1 de enero de 2016. Sin embargo, en octubre de 2016, Vargas Muñoz fue destituido de su cargo por el Tribunal Administrativo del Atlántico, al haberse inscrito de manera extemporánea. Fue reemplazado por Carlos Alberto Silvera De la Hoz que ganó las elecciones con 11 099 votos.
En 2017 se vinculó al Ministerio de Vivienda, Ciudad y Territorio, donde trabajó en el área técnica y administrativa. En 2019 volvió a lanzarse para la alcaldía de Galapa, en las elecciones regionales de Colombia de 2019, donde resultó vencedor con 12 267 votos. Durante su gestión como mandatario ha impulsado la ejecución de diversas obras civiles como la ampliación de la vía Galapa para mejorar la movilidad, así como también la mejora en la iluminación de la carretera de la Cordialidad (tramo de Galapa), además de la creación de parques y espacios de recreación y deporte para la comunidad, y la ejecución del Programa de Alimentación Escolar (PAE) que benefició a 1155 estudiantes del barrio Mundo Feliz. Asimismo, gestionó la construcción de dos centros médicos con el aval del Ministerio de Salud y Protección Social, con objetivo de fortalecer el sector salud.

## Historial electoral

### Elecciones regionales de 2019
- Elecciones regionales de Colombia de 2019 - Alcaldía de Galapa.[8]

| Candidato                     | Partido                                         | Votos  | Porcentaje |
| ----------------------------- | ----------------------------------------------- | ------ | ---------- |
| José Fernando Vargas Muñoz    | Partido Cambio Radical                          | 12 267 | 48.47 %    |
| Fabián Alberto Bonett Berdugo | Movimiento Alternativo Indígena y Social (MAIS) | 9944   | 39.29 %    |
| Alfredo de Jesús Ortiz Ortiz  | Centro Democrático                              | 910    | 3.59 %     |
| Jairo Joaquín Avendaño Leiva  | Alianza Verde                                   | 437    | 1.72 %     |
| Rafael David Patiño Marenco   | Colombia Renaciente                             | 374    | 1.47 %     |
| Orlando Bernardo Romo Nieto   | Colombia Humana                                 | 263    | 1.03 %     |
| Carlos Arturo Romero Rubiano  | Partido de Reivindicación Étnica                | 109    | 0.43 %     |

### Elecciones regionales de 2015
- Elecciones regionales de Colombia de 2015 - Alcaldía de Galapa.[5]

| Candidato                    | Partido                           | Votos  | Porcentaje |
| ---------------------------- | --------------------------------- | ------ | ---------- |
| José Fernando Vargas Muñoz   | Partido Cambio Radical            | 12 230 | 54.69 %    |
| Regulo Pascual Matera García | Partido Social de Unidad Nacional | 9066   | 40.54 %    |
| Federman Polanco Klever      | Partido Conservador Colombiano    | 208    | 0.93 %     |
| Luis Carlos Oquendo Carrillo | Polo Democrático Alternativo      | 203    | 0.90 %     |